# Dymitr z Sienna
Dymitr z Sienna (zm. 1465) – kasztelan sanocki,  proboszcz skalbmierski, kanonik krakowski 1452, gnieźnieński 1454, dziedzic Rymanowa  
Jego matką była Katarzyna Oleśnicka, c. Dymitra z Goraja herbu Korczak, a ojcem Dobiesław Oleśnicki. Bratanek kardynała Zbigniewa Oleśnickiego
Bracia:
- Paweł z Sienna
- Mikołaj z Sienna
- Jan z Sienna
- Jakub z Sienna
- Andrzej Sienieński (zm. 1494)

oraz: Piotr łowczy sandomierski, Zygmunt z Sienna, Wiktor z Sienna, Zbigniew z Sienna, Marcin z Sienna, Maciej z Sienna, i  siostra Dorota z Sienna